# ゲルト・エンゲルス
ゲルト・エンゲルス（Gert Engels）ことゲルト・ヨゼフ・アルトゥール・エンゲルス（ドイツ語: Gert Josef Arthur Engels, 1957年4月26日 - ）は、ドイツ・ノルトライン＝ヴェストファーレン州出身の元サッカー選手、サッカー指導者。

## 来歴
父親はアマチュアレベルのサッカー選手で、引退後はコーチを務めていた。エンゲルスも幼い頃から父親の指導するチームと行動を共にし、練習を手伝っていた。
1975年、U-18西ドイツ代表に選ばれて5試合に出場した。エンゲルスのもとにはブンデスリーガのクラブから数多くのオファーが舞い込んだが、その中から、幼い頃よりファンだったボルシア・メンヒェングラートバッハに移籍した。しかし、ボルシア・メンヒェングラートバッハでは出場機会が回って来ないまま3シーズン在籍して契約を満了した。選手時代のエンゲルスは、ボルシア・メンヒェングラートバッハでプレーしながら、SGデューレン99で少年選手の指導も行なっていた。
1979年にアーヘン大学に入学し、卒業後はケルン体育大学に進んだ。ケルン体育大学時代も複数の青少年チームの指導にあたり、また同時にアマチュアクラブでのプレーも続けていたため、それらを合わせれば生活できる程度の収入を得ていたという。大学卒業も近づいたある日、学内に掲示されていた選手募集を見たのがきっかけとなり、1990年に日本のアセノ・スポーツクラブ（水戸ホーリーホックの前身のひとつ）に入った。クラブからの報酬はさほど高いものではなかったが、居住費や食費が出て日本語も勉強できるという点に魅力を感じたと語る。アセノ・スポーツクラブ在籍時は選手およびコーチをしながら、スポーツメーカー主催のサッカー教室で散発的に子供たちへの指導を行ったりしていた。
この頃、たまたま日本に住んでいた幼馴染のドイツ人女性を介して、その夫で祖母井秀隆と知り合う。祖母井の紹介により1991年春より黒田和生の下で滝川第二高校サッカー部の特別コーチとなる。その後、ドイツサッカー連盟(DFB)からフースバルレーラー（最上級指導者ライセンス）コースの受講が認められたため日本を離れる。6ヶ月間に及ぶフースバルレーラーの受講期間中には、選手獲得のためにドイツを訪れていた横浜フリューゲルスコーチの木村文治と出会い、スカウティングに協力した。

### 横浜フリューゲルス時代
ライセンスを取得して日本に戻った後、横浜Fからサテライトコーチ就任のオファーがあり、Jリーグ元年の1993年にコーチに就任した。監督が頻繁に代わる中、彼は一貫してコーチであり続け、1998年はヘッドコーチを務めていたが、10月に前任のカルロス・レシャックの監督解任を受け監督に昇格。それから1月後、横浜Fと横浜マリノスが合併し、クラブが事実上消滅することが発表された。動揺が走る中、チームは合併発表以降、リーグ戦、天皇杯のすべての試合に勝利した。
この間、エンゲルスはホームゲーム最終戦のスピーチで「誰でもいい、助けてくれ!」と叫んでアピールするなどクラブ消滅に対して最後まで闘い、天皇杯の決勝の前日にも「ドイツではカップ戦で優勝したチームには沢山の企業からスポンサーになりたいとオファーがある。カップ戦優勝チームが消滅するなんてドイツではあり得ない」と語った。

### 市原・京都時代
翌1999年はゼネラルマネージャーの祖母井秀隆に請われてジェフユナイテッド市原の監督となったものの成績不振によりファーストステージ限りで解任された。
2000年からは京都パープルサンガ（現：京都サンガF.C.）のヘッドコーチとなったが、前任の加茂周が解任されたのを受けてセカンドステージから監督に昇格、この年はチームのJ2降格を食い止めることは出来なかったものの翌2001年はJ2優勝を果たし、さらにJ1に復帰した2002年には朴智星や松井大輔を率い、天皇杯で優勝した。しかし2003年は退団した朴智星の穴を埋めきれず、開幕から10試合で2勝8敗の不振のため解任された。

### 浦和時代
2004年から4年2ヶ月の間、浦和レッドダイヤモンズのヘッドコーチを務める。エンゲルス自身監督経験豊富にもかかわらず、一歩下がって当時の監督であったギド・ブッフバルト、ホルガー・オジェックの片腕としてサポートする浦和にとって貴重な存在であった。
2008年3月16日、成績不振の責任とクラブ内の意思疎通の欠陥を問われたオジェックが解任されたことに伴い、監督に昇格した。これによって、Jリーグのクラブで指揮を執るのは4チーム目ということになった。就任後、守備の要である闘莉王をボランチで起用し、ユース出身の堤俊輔や、ブッフバルト体制からセンターバックとして起用されることが多かった細貝萌を本職のボランチで起用するなど、サプライズ起用や若手起用などを行うことでチームの活性化を図る。数々の策が功を奏し、第13節 G大阪戦までリーグ戦9試合負けなしの好成績を収め、下位に沈んでいたチームを上位まで引き上げた。しかし中断期間終了後は他チームに研究され始めたこともあってか、思うように白星を得られなくなり、ナビスコカップは予選リーグ敗退、連覇を目指していたACLもガンバ大阪に敗れて準決勝敗退、2年ぶりの奪還を目指した天皇杯も横浜F・マリノスに敗れて5回戦で敗退するなどとチームは低空飛行を続けた。
奇策にすがるようにも見える起用法や采配には選手やサポーターから批判が起こり、選手紹介の際にスタジアムがブーイングで鳴り響く事態に陥った。そして極めつけは当時の主力だった永井雄一郎がエンゲルスの采配と浦和フロントのコンセプトの無さを公然と批判する事態にも発展した（最終的に永井はこの年限りで浦和を退団し、清水エスパルスへ移籍した）。
また、最後の望みとなったリーグ戦も第32節清水戦、第33節G大阪戦に敗れ、翌日には名古屋が札幌に勝利したことによりチームは5年ぶりの無冠が決定した。また、リーグ戦順位が4位以内に及ばなかったことにより翌シーズンのACL出場も逃し、契約を1年残して解任を通告された。

### その後
2011年10月よりモザンビーク代表の監督に就任した。2014 FIFAワールドカップ・アフリカ予選途中の2013年6月に成績不振を理由に解任された。
2018年1月8日に横浜F監督時代選手だった吉田孝行が監督を務めるヴィッセル神戸のヘッドコーチに就任した。
2018年12月、京都のコーチに就任すると発表された。2019年11月28日、契約満了により退任すると発表された。
2019年12月9日に2020年シーズンからINAC神戸レオネッサの監督に就任することが発表された。2021年2月22日、退任が発表された。
2025年より、徳島ヴォルティスのヘッドコーチに就任。

## 指導者として
- 元々ユース世代のコーチから出発しており、選手の育成能力や戦術的組織を作る能力は非常に高い。
- 天皇杯に強く、コーチとして1度（横浜F）、ヘッドコーチとして2度（浦和）、監督として2度（横浜F、京都）の計5回優勝している。

## エピソード
- 日本滞在が長いため、インタビューでもほぼ全て日本語で答えている。なお、本人によればドイツ語と日本語を含めて6ヵ国語を話せるとのこと。
- 夫人はフィリピン人である。
- 愛煙家である。

## 所属クラブ
- 1962年 - 1975年  SGデューレン99（ドイツ語版）ユース
- 1975年 - 1977年  ボルシア・メンヒェングラートバッハ
- SGデューレン99
- SGベースバイラー09（ドイツ語版）
- アセノ・スポーツクラブ

## 指導歴
- 1975年 - 1989年  SGデューレン99ユース コーチ
- 1990年  アセノ・スポーツクラブ コーチ
- 1991年 - 1992年  滝川第二高等学校 コーチ
- 1993年 - 1998年  横浜フリューゲルス
  - 1993年 コーチ
  - 1994年 サテライトコーチ
  - 1995年 - 1998年10月 コーチ
  - 1998年10月 - 同年12月 監督
- 1999年2月 - 同年5月  ジェフユナイテッド市原 監督
- 2000年 - 2003年  京都パープルサンガ
  - 2000年 - 同年5月 ヘッドコーチ
  - 2000年6月 - 2003年6月 監督
- 2004年 - 2008年  浦和レッズ
  - 2004年 - 2008年3月 コーチ
  - 2008年3月 - 同年11月 監督
- 2011年11月 - 2013年6月 モザンビーク代表 監督
- 2018年  ヴィッセル神戸 ヘッドコーチ
- 2019年  京都サンガF.C. コーチ
- 2020年  INAC神戸レオネッサ 監督
- 2023年  相生学院高等学校サッカー部 テクニカルダイレクター
- 2024年  AIE国際高等学校サッカー部 監督
- 2025年 -  徳島ヴォルティス ヘッドコーチ

## タイトル

### 監督時代
横浜フリューゲルス
- 天皇杯全日本サッカー選手権大会 : 1回 (1998年)

京都パープルサンガ
- J2リーグ : 1回 (2001年)
- 天皇杯全日本サッカー選手権大会 : 1回 (2002年)